# Arthur Metzger
Arthur Metzger (* 4. Februar 1902; † ) war ein deutscher Leichtathlet.
Er startete für den TV Borussia Frankfurt, Eintracht Frankfurt und die MTG 1899 Mannheim. Seine persönliche Bestzeit über 200 Meter stellte er im Juli 1925 mit 22,2 s in Frankfurt auf. Einen Monat später steigerte er in Mannheim auch über 100 Meter seine persönliche Bestzeit auf 10,9 s. 1928 wurde er mit der 4-mal-100-Meter-Staffel (Ernst Geerling, Eugen Eldracher, Arthur Metzger, Hans Salz) der SG Eintracht Frankfurt in 41,9 s Deutscher Meister. 1931 war Metzger Mitglied einer 10-mal-100-Meter-Staffel, die in 1:46,9 min deutschen Rekord lief. Neben dem Sprint betrieb er auch Hochsprung, seine Bestleistung war 1930 eine Höhe von 1,80 m.